# باول جاكوبس (كاتب)
باول جاكوبس هو كاتب ومؤلف بلجيكي، ولد في 24 يناير 1949 في مورتسيل في بلجيكا.